# Aliyah Boston
Aliyah Boston (* 11. Dezember 2001 in Saint Thomas, Amerikanische Jungferninseln) ist eine US-amerikanische Basketballspielerin der nordamerikanischen Profiliga Women’s National Basketball Association (WNBA).

## Karriere
Vor ihrer professionellen Karriere in der WNBA spielte Boston von 2019 bis 2023 College-Basketball für die South Carolina Gamecocks der University of South Carolina, mit denen sie 2022 die NCAA Meisterschaft gewann.
Aliyah Boston wurde beim WNBA Draft 2023 an 1. Stelle von den Indiana Fever ausgewählt, für die sie seither in der nordamerikanischen Basketballprofiliga der Damen spielt. In ihrer ersten Saison 2023 wurde sie mit dem WNBA Rookie of the Year Award ausgezeichnet.
Im Laufe ihrer bisherigen WNBA-Karriere erzielte Boston unter anderem die folgenden Erfolge und Auszeichnungen:
- 2× WNBA All-Star (2023, 2024)
- WNBA All-Rookie Team 2023

### Unrivaled
Aliyah Boston nahm Anfang 2025 als Spielerin des Teams Vinyl BC an der Premieren-Saison der neu gegründeten 3×3-Basketball-Liga für Frauen Unrivaled teil.